# Vicardin
Vicardin is een Belgisch bier. Het werd gebrouwen door De Proefbrouwerij in opdracht van Brouwerij Dilewyns uit Dendermonde.

## Achtergrond
In 2006 ontmoetten brouwer Gunther Bensch en brouwer Vincent Dilewyns van brouwerij Dilewyns elkaar op een bierbeurs in Vichte. Daar ontstond het idee voor het brouwen van een nieuw bier: een mengeling van een tripel en een gueuze. Voor de tripel werd vertrokken van de Vicaris Tripel van brouwerij Dilewyns. Voor de gueuze werd vertrokken van de Girardin gueuze van Brouwerij Girardin. De gueuze wordt gefilterd en viermaal gepasteuriseerd alvorens bij het brouwsel toegevoegd te worden. Voordien waren er reeds combinaties van lambic en tripel, maar dit was het eerste bier dat een mengeling is van een gueuze en een tripel. De naam Vicardin is een combinatie van Vicaris en Girardin.
In 2012 werd het bier vervangen door Vicaris Tripel-Gueuze.

## Het bier
Vicardin is een blonde tripel-gueuze met een alcoholpercentage van 7%. Omdat de tripel in grotere mate aanwezig is dan de gueuze, gaat de smaak meer naar een tripel, maar blijft een lichte gueuzesmaak aanwezig. Het bier kwam op de markt in februari 2007 en was verkrijgbaar in flesjes van 33cl.